# Eknö, Västerviks kommun
Eknö är en ö i Västrums socken, Västerviks kommun. Ön består av två delar, Östra och Västra Eknö, som tidigare utgjorde skilda öar. Sedan början av 1900-talet har Eknö även vuxit samman med ön Järsö i söder. Tillsammans har delarna en yta på 10,46 kvadratkilometer.
Byn på Östra Eknö heter Österbo med bydelarna Oppbyn och Nerbyn medan byn på Västra Eknö heter Västerbo, även den med bydelarna Oppbyn och Nerbyn.
Eknö har besökts av människor redan under forntiden men koloniserades troligen först under medeltiden. Under 1500-, 1600- och 1700-talen var befolkningen liten men ökade gradvis. Under slutet av 1800-talet skedde en ganska omfattande utflyttning till USA men trots det fanns 1897 146 personer på Östra Eknö. På Västra Eknö fanns 1913 24 yrkesfiskare i Oppbyn och 14 i Nerbyn. På 1930-talet bodde omkring 250 personer på hela ön, då fanns 30 yrkesfiskare på Östra Eknö. Järsö (1423 jaernsydo, 1452 Iernside) har haft bofast befolkning åtminstone sedan 1600-talet. Jordbruk fanns på alla de tre ödelarna fram till 1950-talet. Yrkesfisket upphörde snabbt under 1960-talet, 1961 fanns 20 yrkesfiskare på Västra Eknö och 18 på Östra Eknö, i slutet av decenniet fanns endast en kvar. Affären på Västra Eknö stängdes 1968 och den på östra Eknö 1971. 2012 fanns 8 bofasta på Eknö och 1 på Järsö.